# 岩黒島高架橋
岩黒島高架橋（いわくろじまこうかきょう）は、香川県坂出市岩黒島内に架かる道路鉄道併用の高架橋。瀬戸大橋の一部を成す。

## データ
- 着工：1978年（昭和53年）
- 竣工：1988年（昭和63年）
- 全長：93m
- 上部：瀬戸中央自動車道
- 下部：本四備讃線（瀬戸大橋線）

## 隣接する橋梁
櫃石島橋 - 岩黒島高架橋 - 岩黒島橋

## 関連事項
- 瀬戸中央自動車道
- 国道30号
- 岩黒島インターチェンジ
- 坂出市
- 塩飽諸島